# Кривий Ріг (авіабаза)
Авіабаза Кривий Ріг (також авіабаза Довгинцеве) — авіабаза на півдні України, розташована у Довгинцівському районі, на південному сході Кривого Рогу. Довжина ЗПС – 2500 м.

## Історія
Функціонувала на регулярній основі з середини 1950-х. На ній дислокувався 363-й військово-транспортний авіаційний полк (в/ч 22527), що входив до 3 авіаескадрильї 6 гвардійської військово-транспортної авіаційної дивізії. 2000-го полк був розформований і 2004-го остаточно перебазований. Аеродром був переданий до комунальної власності Кривого Рогу. Аеродром швидко занепав.
В 2017 році, з огляду на фінансування і позицію щодо нарощування бойових можливостей, Командування Повітряних Сил вирішило відновити аеродром. Миколаївський інженерно-аеродромний батальйон разом з авіаційною комендатурою Вознесенська порівняно швидко відновили злітно-посадкову смугу. Викорчували кущі й дерева, «вискубали» траву, підлатали дефектні ділянки армобетонних, замінили близько 200 плит і провели заливку швів. На відремонтовану смугу нанесли розмітку і встановили аеродромне обладнання. Тепер «Кривий Ріг» готовий приймати всі типи літаків, які є на озброєнні. У 2019 році почнуть «реанімувати» руліжні доріжки, включаючи магістральну, і групову стоянку літаків. У планах – формування авіаційної комендатури.
19 Вересня 2023 року баражуючим боєприпасом  російського виробництва "Ланцет" був нанесений удар по аеродрому, де був знищений/пошкоджений МіГ-29 Повітряних сил Збройних сил України[джерело?].